# Museu mim
El museu mim és un museu privat de mineralogia i paleontologia a Beirut (Líban), inaugurat l'any 2013. El museu mostra més de 2.200 minerals, que representen 510 espècies diferents de setanta-cinc països, i es considera una de les col·leccions privades de minerals més importants del món. El museu també acull una exposició de fòssils marins i voladors del Líban.
La col·lecció de minerals del museu va ser creada des de l'any 1997 per Salim Eddé, enginyer químic i cofundador de l'empresa informàtica Murex4. L'any 2004, va decidir fer la seva col·lecció accessible al públic i va dissenyar el primer museu d'aquest tipus al Líban. Eddé va presentar la idea al pare René Chamussy, rector de la Universitat de Saint Joseph, qui la va adoptar tot reservant per a la col·lecció 1.300 m2 al soterrani d'un edifici, aleshores en construcció, proper al Museu Nacional de Beirut.
Durant els deu anys següents, Eddé va continuar construint la seva col·lecció, assistit per Jean-Claude Boulliard, conservador de la col·lecció de la Sorbona. La inauguració del museu, construït amb els fons personals del col·leccionista, va tenir lloc finalment l'octubre de 2013.

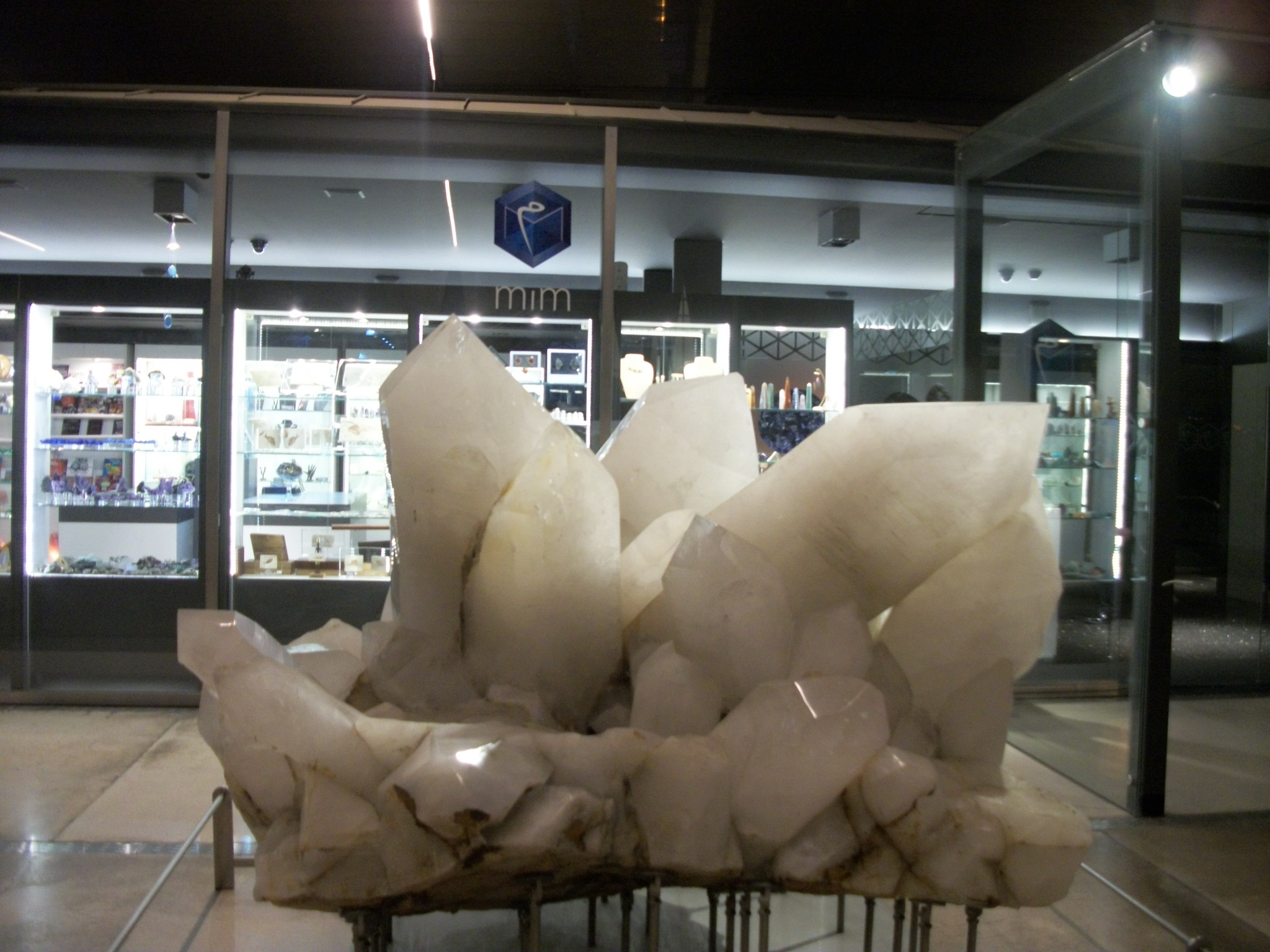
Drusa gegant de quars
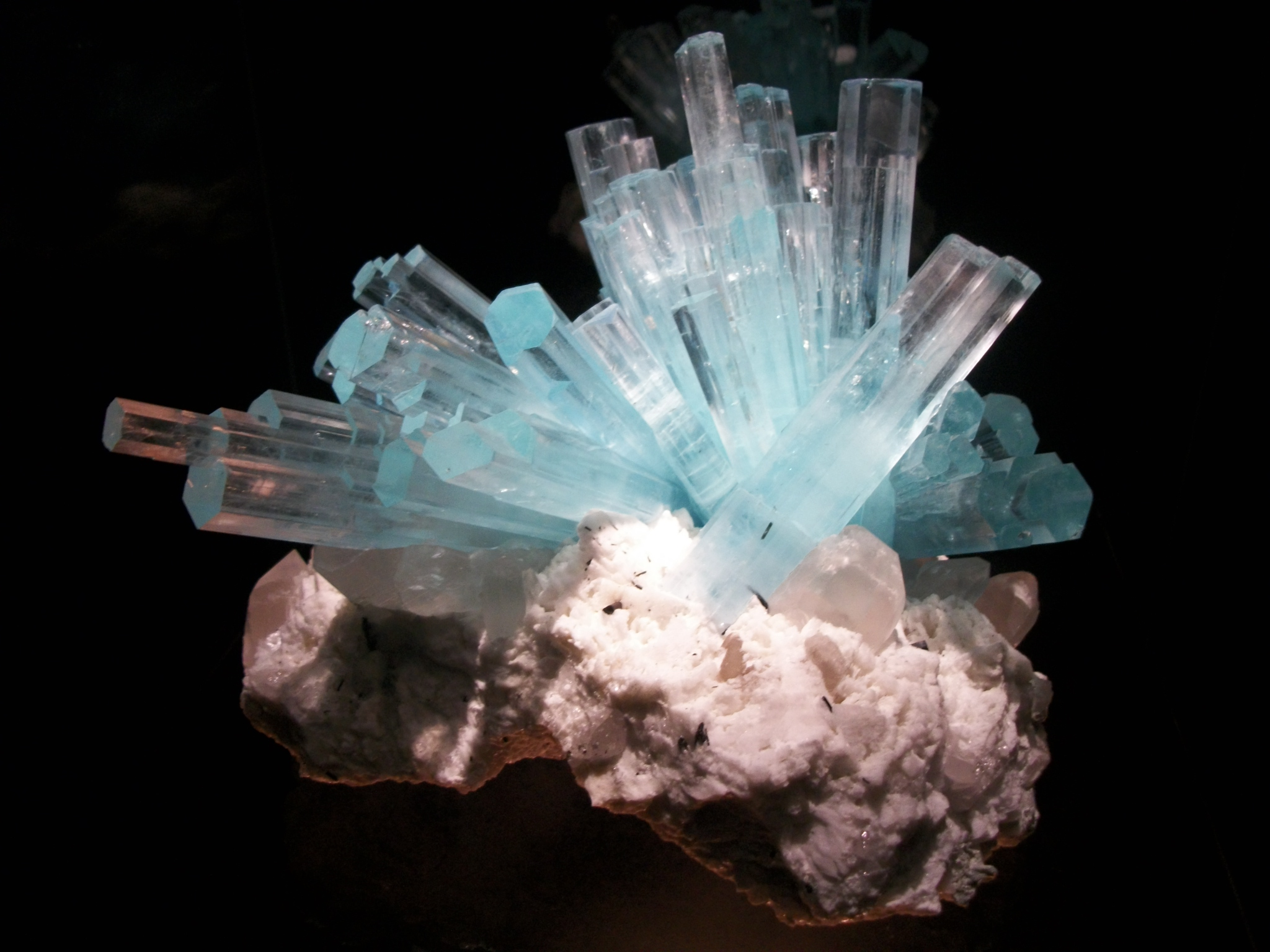
Aiguamarina
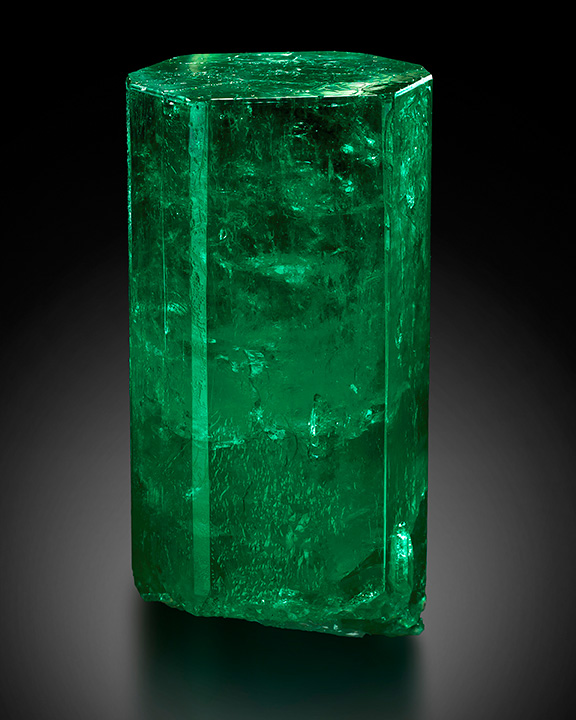
Maragda